# 日本蒸留酒酒造組合
日本蒸留酒酒造組合（にほんじょうりゅうしゅしゅぞうくみあい）は、酒類業組合のひとつ。本部は東京都中央区日本橋2-3-6 宗和ビル5階。

## 主な活動内容
1953年に「酒税の保全及び酒類業組合等に関する法律」が成立。それにより酒類製造業者・販売業者が組合を作ることが可能になり、1972年に焼酎甲類と合成清酒の製造者が合併し日本蒸留酒酒造組合は設立された。おもに焼酎甲類、合成清酒業界の発展と酒税の減税運動など行う。そのほかにも、正しい飲酒の推進や、空き缶の回収など環境保全活動も行っている。

## 組合会員
- 相生ユニビオ株式会社
- 秋田県醗酵工業株式会社
- 浅間酒造株式会社
- 池浦酒造株式会社
- 株式会社伊勢萬
- 江井ヶ嶋酒造株式会社
- 翁酒造株式会社
- 鹿児島酒造株式会社
- 株式会社釜屋
- 神杉酒造株式会社
- 喜久水酒造株式会社
- 菊川株式会社
- 玉泉堂酒造株式会社
- 株式会社金龍
- 合同酒精株式会社
- 合資会社剛烈富永酒造店
- 小西酒造株式会社
- 小林酒造株式会社
- 株式会社サクラオブルワリーアンドディスティラリー
- 笹の川酒造株式会社
- 札幌酒精工業株式会社
- サッポロビール株式会社
- サントリースピリッツ株式会社
- 酔仙酒造株式会社
- 瑞鷹株式会社
- 株式会社高橋助作酒造店
- 宝酒造株式会社
- 株式会社東亜酒造
- 轟醸造株式会社
- 内藤醸造株式会社
- 中野BC株式会社
- 中埜酒造株式会社
- ニッカウヰスキー株式会社
- 日新酒類株式会社
- はざま酒造株式会社
- 花春酒造株式会社
- 聖酒造株式会社
- 合資会社廣瀬商店
- 株式会社福井酒造場
- 福井酒造株式会社
- 福徳長酒類株式会社
- 藤市酒造株式会社
- 株式会社藤﨑摠兵衛商店
- 北陸醗酵工業株式会社
- ほまれ酒造株式会社
- 株式会社本田商店
- 本坊酒造株式会社
- 美峰酒類株式会社
- 株式会社宮崎本店
- 村祐酒造株式会社
- 御代桜醸造株式会社
- 明利酒類株式会社
- メルシャン株式会社
- 盛田株式会社
- ヤヱガキ酒造株式会社
- 合資会社山田商店
- 吉乃川株式会社
- 龍神酒造株式会社
- 両磐酒造株式会社
- 若鶴酒造株式会社

## CM出演者
- 狩野英孝（2022年4月 - ）※アンバサダー